# Prowincja Kalasin
Kalasin (กาฬสินธุ์) – jedna z prowincji (changwat) Tajlandii. Sąsiaduje z prowincjami Sakon Nakhon, Mukdahan, Roi Et, Maha Sarakham, Khon Kaen i Udon Thani.